# KSV Urberach
Der Kultur- und Sportverein Urberach 1888 e.V. (kurz KSV Urberach) ist ein Sportverein aus Urberach, einem Ortsteil von Rödermark in Hessen.

## Geschichte

### Fußballabteilung
Die Geschichte des Vereins geht zurück auf das auch im Vereinsnamen verankerte Jahr 1888 zurück, als sich in Urberach ein Turnverein unter der Bezeichnung Turngemeinde Urberach gründete. Aus der Turngemeinde heraus gründete sich 1907 eine Gesangsabteilung und am 12. März 1919 folgte die Gründung der Fußballabteilung als Spielvereinigung Urberach durch den Zusammenschluss des Fußballclubs Germania 1910 und des Sportclubs 1916. Noch im gleichen Jahr wurde beim Süddeutschen Fußballverband der Aufnahmeantrag gestellt. Der Verein wurde der C-Klasse des Gaues Dreieich zugeordnet und erreichte nach nur einem Jahr im Entscheidungsspiel gegen die Turngemeinde Sprendlingen nach einem 2:1-Sieg den Aufstieg in die B-Klasse. 1921 wurde die Mannschaft Meister der Klasse 13 des Gaues Dreieich, was den Aufstieg in die A-Klasse zur Folge hatte. In den folgenden Jahren erreichte Urberach zweimal das Entscheidungsspiel gegen den SV 05 Oberrad, verpasste aber den Erfolg. 1926 wechselte der Verein nach Streitigkeiten mit dem Süddeutschen Fußball-Verbandes zum Arbeiter-, Turn- und Sportbund. 1927 gewann die Mannschaft im ersten Bezirk des 9. Kreises ihre erste Bezirksmeisterschaft. Zwei Jahre später folgte der Kreismeistertitel, woraufhin die Mannschaft an der Endrunde der Süddeutschen Meisterschaft teilnahm, in der sie den 4. Platz belegte.
Mit dem Zweiten Weltkrieg und der zuvor erfolgten Vereinsauflösung 1933 ruhten die Sporttätigkeiten im Ort. Noch im Jahr des Kriegsendes 1945 schlossen sich die Sportler des Ortes jedoch wieder zum VfL Urberach zusammen, der als Großverein für alle Sportarten dienen sollte. Jedoch führten vereinsinterne Machtkämpfe zur Auflösung nach nur zwei Jahren. 1949 gründete man schließlich den heutigen Kultur- und Sportverein, der erneut die Sänger, die Fußballer- und die Turner vereinte.
Als Mitglied des Hessischen Fußball-Verbandes wurde man der A-Klasse zugeteilt und verpasste im Meisterschaftsjahr 1952 den Titel nur um einen Punkt. Im folgenden Jahr erfolgte eine Neueinteilung der Klassen, woraufhin die Mannschaft sich in der Bezirksklasse wiederfand. Nach der Saison 1955/56 stieg sie jedoch in die A-Klasse ab. Nach einem Trainerwechsel und Platz zwei in der Saison 1956/57 sicherte man sich in der Saison 1957/58 den Titel der Klasse. Nach acht Entscheidungsspielen gegen Gernsheim, Heppenheim, Arheiligen und Michelstadt, von denen der KSV sechs gewinnen konnte, gelang der Aufstieg in die 2. Amateurliga. Kurz vor Ende der Saison 1958/59 konnte der Klassenerhalt gefeiert werden. Ein Jahr später feierte der Verein den Meistertitel und konnte nach zwei Siegen in den Aufstiegsspielen in die 1. Amateurliga Hessen aufsteigen. Mit Viktoria Urberach stand ein weiterer Fußballverein in direkter Konkurrenz zum KSV. Nach nur kurzer Zeit und vielen Spielerwechseln musste der Verein jedoch die Liga bald wieder verlassen und fand sich in der Bezirksklasse Darmstadt wieder. Zwischenzeitlich musste der KSV sogar in die A-Klasse absteigen, konnte aber in die Bezirksklasse zurückkehren. Nach weiteren schweren Jahren folgte nach der Saison 1975/76 der erneute Abstieg in die A-Klasse. Seither spielt man in den Kreisligen des Fußballkreises Dieburg.

### Spirit of Music
Die Gruppe Spirit of Music, ein Drum & Bugle Corps kam 2006 als eigenständige Abteilung zum KSV, nachdem sie 1985 als Stadtgarde Dietzenbach gegründet wurde. Nach einem Sieg und einem zweiten Platz beim Europapokal in Belgien folgte ein achter Platz bei den German Open in Hameln. Gemeinsam mit dem Blue Diamonds Drum & Bugle Corps aus Nienhagen trat Spirit of Music unter anderem bei der Expo 2000, in Spanien, in der Normandie, in Berlin sowie bei vielen Großveranstaltungen wie dem Hessentag auf. Beide Gruppen produzierten gemeinsam die CD Roses of Latin America, bevor sie sich 2002 wieder trennten und wieder eigene Projekte verfolgten.

### Weitere Abteilungen
Bereits 1968 bekam der Verein nach der Eröffnung des Hallenbades Urberach eine eigene Schwimmsport-Abteilung. 1975 wurde die Badminton-Abteilung gegründet, bevor auch Gymnastik, Judo und Volleyball in das Vereinsprogramm aufgenommen wurden. Heute gehören zum auch Karneval, Leichtathletik, Wandern sowie Musik und Tanz zum Vereinsleben. 2013 feierte der Verein sein 125. Jubiläum, da man die Historie trotz eigentlicher Gründung 1949 auf die ursprüngliche Gründung von 1888 zurückführt.